# Mateo Pascual
Mateo Pascual Aguilera (¿?, ¿? - Coria, 1784) fue un compositor y maestro de capilla español.

## Vida
Se desconoce el origen o la formación de Mateo Pascual. Las primeras noticias que se tienen de él son de sus oposiciones al magisterio de la Catedral de Coria en 1779.
Tras el fallecimiento del maestro Juan Mir el 5 de octubre de 1778 quedaba vacante el magisterio de la Catedral de Coria. El cabildo decidió esperar en la organización de las oposiciones para buscar un sustituto hasta haber decidido las condiciones del nuevo maestro: como si debía tener renta o alguna capellanía o «[...] si se ha de buscar Maestro que sea solo compositor, o si ha de saber tambien tocar el Organo». Desde finales de octubre comenzaron a llegar memoriales de compositores ofreciéndose para el magisterio, como fue el caso de Pablo Santander, maestro de capilla y organista de Ledesma o Cayetano Aragüés, maestro y organista del Real Monasterio de San Juan de la Peña. Ambos fueron rechazados.
El 18 de febrero de 1779 se convocaron los edictos para las oposiciones de maestro y organista, «[...] se despachen edictos llamando pretendientes para la provision de el Magisterio de Capilla con la prevenzion de que ha de ser tambien Organista». Se solicitó a la Catedral de Plasencia el envío de un maestro para realizar la evaluación de las pruebas, a los que los placentinos respondieron enviando al maestro jubilado Antonio Manuel Hernández. Solo se presentaron dos candidatos, ambos fuera de plazo, que se acababa el 17 de junio de 1779, pero vistas las circunstancias el cabildo decidió aceptarlos. El primero, Agustín Faustino Gutiérrez, era «[...] clerigo de menores Maestro de Musica para la enseñanza de los Seyses de la Santa Ygleisa Cathedral de Avila [...]» y el segundo, Mateo Pascual Aguilera, era «Clerigo de Prima Compositor, y Organista». El 23 de junio de 1779 el maestro Hernández entregaba su decisión: : «[...] que en el Organo tiene algun mas adelantamiento don Matheo Pasqual; pero que en la Composizion excede a este don Agustin Faustino Gutierrez lo que no expreso en el anterior informe por que lo contemplo de poca diferencia [...]». En las votaciones del cabildo salió ganador en ambos casos Pascual, en la segunda votación con diez contra cuatro votos.
El cabildo le pidió al nuevo maestro Pascual un informe sobre el estado de la capilla, que este presentó el 21 de enero de 1780. El informe incluía sus opiniones sobre los salmistas Ignacio Pozo y Francisco Berrocoso, así como sobre los seises Vicente Olmedo y Diego Guaza. A partir de este informe, el Cabildo tomó diversas decisiones en relación con estos músicos, incluyendo el despido del salmista Francisco Berrocoso, y solicitó al maestro la búsqueda de nuevos seises apropiados.
El 21 de julio de 1780, solo un año después de su nombramiento, Mateo Pascual opositó sin éxito a la plaza de primer organista en la Catedral de El Burgo de Osma, solicitando al Cabildo una certificación de su puesto como maestro de capilla y organista en la Catedral de Coria, así como el adelanto de algunas mesadas para gastos del camino, además del permiso para tomarse un medio año de permiso por tener a los seises en su casa. Todas estas solicitudes fueron aprobadas por el Cabildo.
En diciembre de 1780 hubo algunos problemas con los villancicos de Navidad y Reyes que el maestro había presentado al cabildo. El año anterior había habido quejas:

[...] que el Señor Magistral los reconozca para ver si contienen alguna cosa contra Nuestra Santa Fee y que se prevenga no los ponga en Musica Theatral, y si en la correspondiente al templo Santo de Dios, pues el Señor Berdion dijo, que en el año pasado, se cantaron con cantinelas profanas, nada propias de la necesidad devida a la Yglesia [...]

El maestro Pascual sufrió una larga y desconocida enfermedad de la que se tienen las primeras noticias en 1782, cuando no presentó los villancicos de Navidad y Reyes. El 20 de diciembre informó al cabildo que no podía cuidar de los seises debido a su debilidad y falta de salud, por lo que el cabildo decidió pasarlos a casa de Josef Venturo y posteriormente a casa del presbítero capellán Francisco Salas. Las únicas noticias de su enfermedad son de 1783, en un informe de su médico:

[...] que este ni padecia accidente contagioso, ni havia rezelo de ello por que el mal de las quartanas que padecia antes era contrario a el mal contagioso.

En febrero de 1784 se entregaron 50 ducados y 12 fanegas de trigo a Juan José Bueno, cantor tenor de la capilla, que tuvo que encargarse de la educación de los seises en sustitución del maestro de capilla. El maestro Pascual debió fallecer en marzo de 1784, ya que su padre solicitó al Cabildo la tercera parte de la mesada de marzo para poder pagar los gastos de la enfermedad. Juan José Bueno fue nombrado sucesor en el magisterio el 9 de mayo de 1784.

## Obra
En la Catedral de Coria se conservan algunas composiciones de Mateo Pascual.